# 超黃金比例
在數學中，超黃金比例又稱超黄金分割率是指比值為
{\displaystyle \psi ={\frac {1+{\sqrt[{3}]{\frac {29+3{\sqrt {93}}}{2}}}+{\sqrt[{3}]{\frac {29-3{\sqrt {93}}}{2}}}}{3}}}
的比例。這個值是一元三次方程{\displaystyle x^{3}=x^{2}+1}的唯一一個實數根，一般以希臘字母{\displaystyle \psi }（psi）表示。其亦可以由雙曲餘弦表達：
{\displaystyle \psi ={\frac {2}{3}}\cosh {\left({\tfrac {\cosh ^{-1}\left({\frac {29}{2}}\right)}{3}}\right)}+{\frac {1}{3}}}。
其在十进制中的近似值約為1.465571231876768026656731…（OEIS數列A092526）。其倒數為：
{\displaystyle {\frac {1}{\psi }}={\sqrt[{3}]{\frac {1+{\sqrt {\frac {31}{27}}}}{2}}}+{\sqrt[{3}]{\frac {1-{\sqrt {\frac {31}{27}}}}{2}}}} {\displaystyle ={\tfrac {2}{\sqrt {3}}}\sinh \left({\tfrac {1}{3}}\sinh ^{-1}\!\left({\tfrac {3{\sqrt {3}}}{2}}\right)\right)\approx }0.6823 2780 3828 0193 2736 9483 7397 …（OEIS數列A263719）
此外，超黃金比例是第四小的皮索特數。

## 超黃金數列
超黃金數列又稱為娜里亞納牛隻數列，是連續項之間的比率趨近於超黃金比例的數列。這個數列每一項都是前一項和前三項的和，前幾項為1、 1、 1、 2、 3、 4、 6、 9、 13、 19、 28、 41、 60、 88、 129、 189、 277、 406、 595、 872……（OEIS數列A000930）。

## 性質

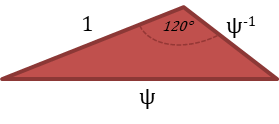
若一三角形邊長為超黃金比例、超黃金比例的倒數和一，則邊長為超黃金比例的對角為120度

超黃金比例的部分性質與黃金比例相關。例如超黃金數列（娜里亞納數列）第n項的值表示用1×1和1×3的方塊鋪滿1×n矩形的方法數，而斐波那契数列第n項的值則是表示用1×1和1×2的方塊鋪滿1×n矩形的方法數。超黃金比例滿足ψ−1 = ψ−2，而黃金比例則是滿足φ−1 = φ−1。在斐波那契兔子問題中，每對兔子可以在出生後的第二個周期開始每個周期都繁殖一次；而在娜里亞納牛隻問題中，每對牛隻可以在出生後的第三個周期開始每個周期都繁殖一次。此外，邊長比為超黃金比例的矩形（下稱超黃金矩形）具有這樣的特性：如果從超黃金矩形的一側移除一個正方形，剩餘的部分可以分割成一大一小方向不同的超黃金矩形。
另一個例子是，黃金比例和超黃金比例都是皮索特數。超黃金比例的代數共軛為{\displaystyle {\dfrac {1+\left({\tfrac {1\pm i{\sqrt {3}}}{2}}\right){\sqrt[{3}]{\tfrac {29+3{\sqrt {93}}}{2}}}+\left({\tfrac {1\mp i{\sqrt {3}}}{2}}\right){\sqrt[{3}]{\tfrac {29+3{\sqrt {93}}}{2}}}}{3}}}，絕對值為{\displaystyle {\tfrac {1}{\sqrt {\psi }}}\approx 0.8260313}，與{\displaystyle \psi ^{3}-\psi ^{2}-1=0}的根乘積為1。

## 超黃金矩形

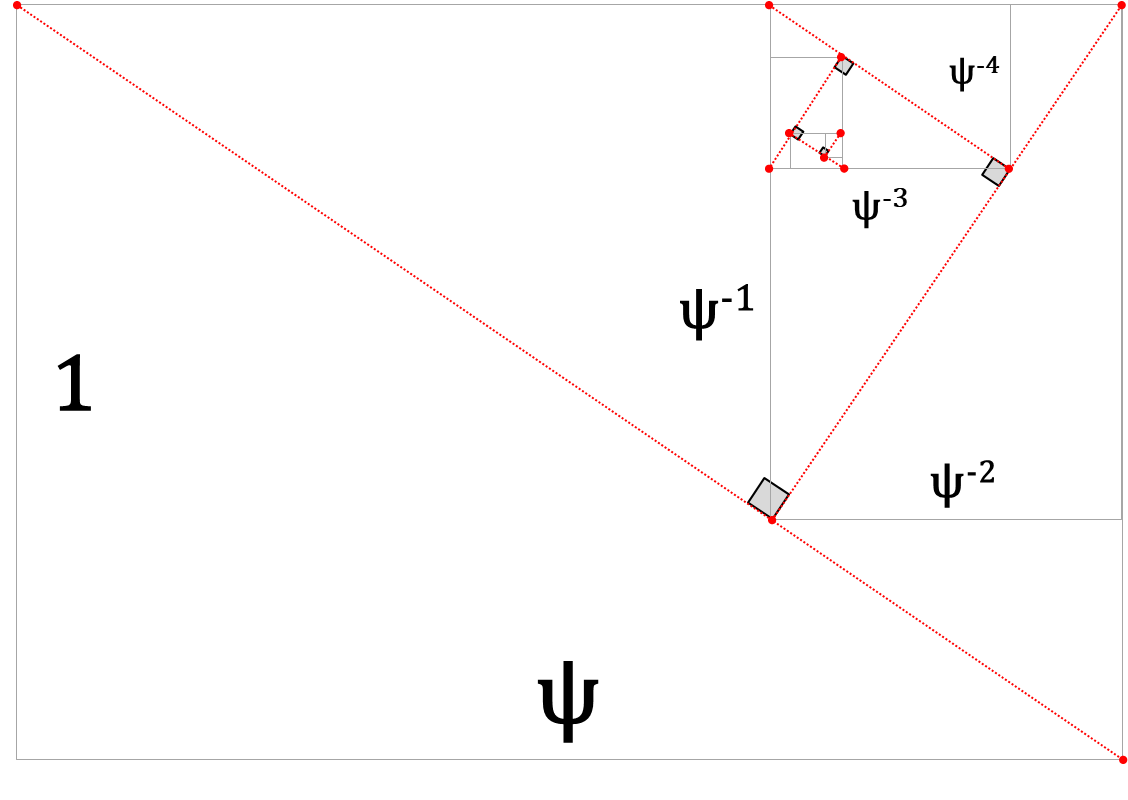
此圖顯示了超黃金矩形內的長度為超黃金比例冪遞減的模式，每個更小的超黃金矩形彼此與直角相交的模式出現

超黃金矩形是邊長比為超黃金比例ψ={\displaystyle {\frac {1+{\sqrt[{3}]{\frac {29+3{\sqrt {93}}}{2}}}+{\sqrt[{3}]{\frac {29-3{\sqrt {93}}}{2}}}}{3}}}的矩形。當從超黃金矩形的短側移除一個正方形，剩餘的矩形邊長比將變為ψ2:1。這個矩形可以分割成邊長比為ψ:1和1:ψ的兩個矩形，這兩個矩形為方向差90度的兩個超黃金矩形，面積比為ψ2:1。此外，若將分開兩超黃金矩形的線延伸至穿過原始矩形的其餘部分以及從原始矩形移除正方形的邊來將原始矩形分成4個象限，則分割後面積較大的超黃金矩形與對角象限的矩形面積相同，其對角線長為原始矩形的短邊長除以{\displaystyle {\sqrt {\psi }}}的值。第四象限也是超黃金矩形，其對角線長為原始矩形短邊的{\displaystyle {\sqrt {\psi }}}倍。